# Thomas Bajada
Thomas Bajada (ur. 13 czerwca 1994 w Victorii na Gozo) – maltański polityk i urzędnik, poseł do Parlamentu Europejskiego X kadencji.

## Życiorys
Absolwent biologii i chemii na Uniwersytecie Maltańskim. Na tej samej uczelni uzyskał magisterium z zarządzania ocenami. Podjął też studia prawnicze na City, University of London. Był członkiem władz wykonawczych powiązanej z Partią Pracy organizacji studenckiej Pulse oraz sekretarzem generalnym maltańskiej krajowej rady młodzieży. Pracował jako urzędnik w parlamentarnym sekretariacie departamentu do spraw rolnictwa, rybołówstwa i praw zwierząt. Później był attaché technicznym do spraw rybołówstwa w stałym przedstawicielstwie Malty przy Unii Europejskiej. W wyborach w 2024 z ramienia laburzystów uzyskał mandat eurodeputowanego X kadencji.